# Kevin Walker
Kevin Edward Bertil Walker, född 3 augusti 1989 i Sundsvall, är en svensk-irländsk sångare som vann Idol 2013. Tidigare var han fotbollsspelare, men valde att avsluta sin fotbollskarriär i maj 2024.

## Klubbkarriär

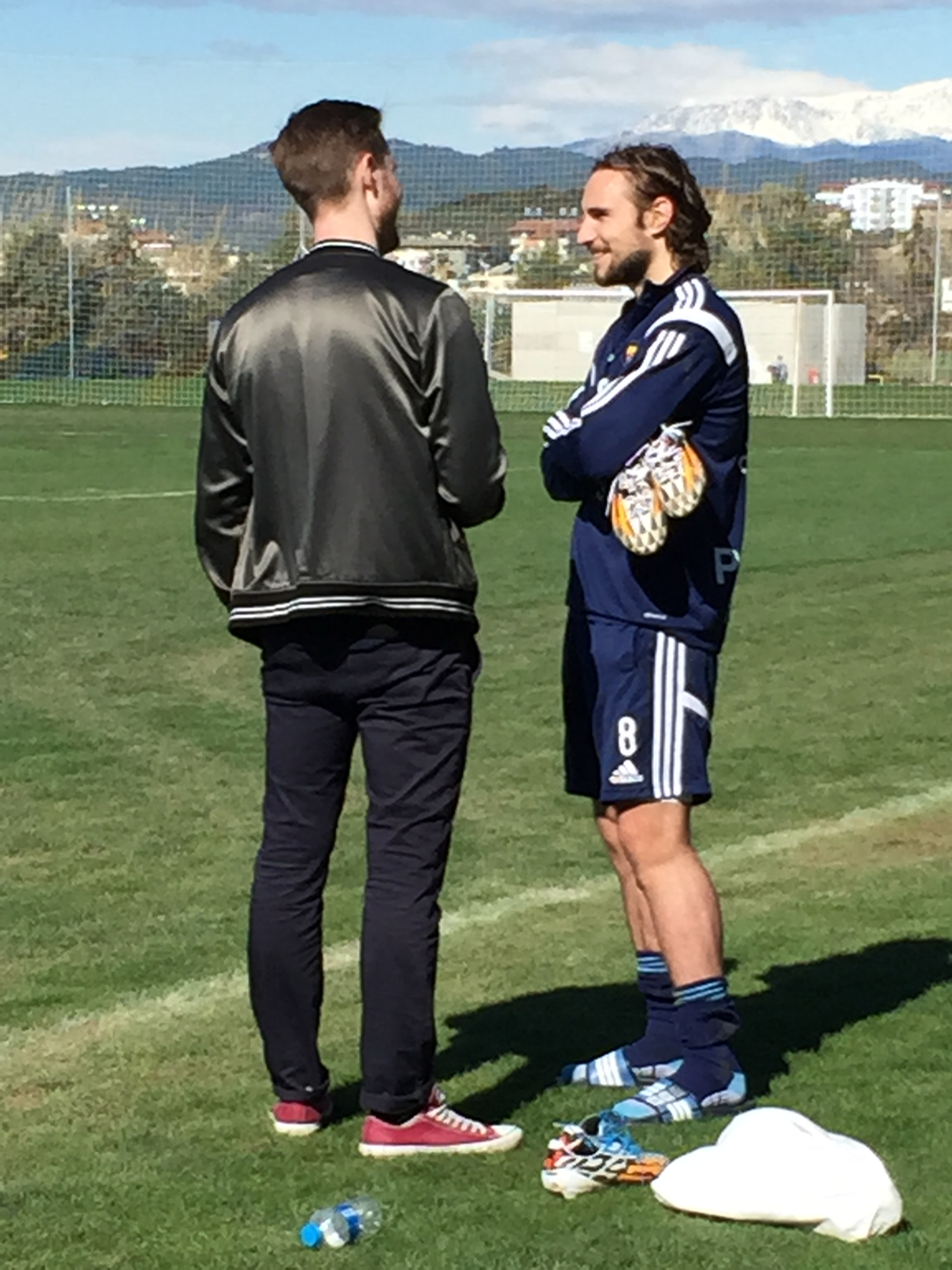
Kevin Walker på träningsläger med Djurgården i Turkiet 2015.

Tidigare i karriären har han bland annat spelat i Kalmar FF, GIF Sundsvall, Örebro SK, AIK och Färjestadens GoIF. Walkers moderklubb är Varbergs BoIS. Han har under sin tid i AIK även spelat en del matcher för AIK:s samarbetsklubb FC Väsby United. Kevin Walker är bror till Robert Walker och son till fotbollstränaren Patrick Walker.
Under tiden i AIK drabbades han av en blodförgiftning som bromsade upp hans karriär. Han värvades till Djurgårdens IF inför säsongen 2015 och gjorde sitt första mål för föreningen i hans debutmatch mot UD Las Palmas.
Första målet i Allsvenskan för Djurgårdens IF kom mot Gefle IF den 3 maj 2015 då Walker gjorde 3–0-målet i en 5–1-vinst. Inför säsongen 2018 förlängde han kontraktet med tre år.
Den 30 december 2020 värvades Walker av Örebro SK, där han skrev på ett treårskontrakt.
Efter tiden i Örebro SK fick inte Walker ett nytt kontrakt och beslutade sig den 14 maj 2024 att avsluta sin karriär som professionell fotbollsspelare, för att istället satsa på musiken.

## Karriärstatistik
| Klubb               | Säsong             | Liga               | Liga    | Liga | Svenska cupen | Svenska cupen | Övrigt  | Övrigt | Totalt  | Totalt |
| Klubb               | Säsong             | Division           | Matcher | Mål  | Matcher       | Mål           | Matcher | Mål    | Matcher | Mål    |
| ------------------- | ------------------ | ------------------ | ------- | ---- | ------------- | ------------- | ------- | ------ | ------- | ------ |
| Örebro SK           | 2006               | Superettan         | 2       | 0    | 0             | 0             | —       | —      | 2       | 0      |
| Örebro SK           | 2007               | Allsvenskan        | 4       | 0    | 0             | 0             | —       | —      | 4       | 0      |
| Örebro SK           | Totalt             | Totalt             | 6       | 0    | 0             | 0             | —       | —      | 6       | 0      |
| AIK                 | 2007               | Allsvenskan        | 2       | 0    | 0             | 0             | —       | —      | 2       | 0      |
| AIK                 | 2008               | Allsvenskan        | 12      | 0    | 0             | 0             | —       | —      | 12      | 0      |
| AIK                 | 2009               | Allsvenskan        | 0       | 0    | 0             | 0             | —       | —      | 0       | 0      |
| AIK                 | 2010               | Allsvenskan        | 4       | 1    | 1             | 0             | 0       | 0      | 5       | 1      |
| AIK                 | 2011               | Allsvenskan        | 8       | 0    | 1             | 0             | —       | —      | 9       | 0      |
| AIK                 | Totalt             | Totalt             | 26      | 1    | 2             | 0             | 0       | 0      | 28      | 0      |
| Väsby United (lån)  | 2008               | Superettan         | 3       | 0    | 0             | 0             | —       | —      | 3       | 0      |
| Väsby United (lån)  | 2010               | Superettan         | 8       | 2    | 0             | 0             | —       | —      | 8       | 2      |
| Väsby United (lån)  | Totalt             | Totalt             | 11      | 2    | 0             | 0             | —       | —      | 11      | 2      |
| Assyriska FF (lån)  | 2010               | Superettan         | 7       | 0    | 0             | 0             | —       | —      | 7       | 0      |
| GIF Sundsvall (lån) | 2011               | Superettan         | 8       | 3    | 0             | 0             | —       | —      | 8       | 3      |
| GIF Sundsvall       | 2012               | Allsvenskan        | 27      | 2    | 1             | 0             | 2       | 0      | 30      | 2      |
| GIF Sundsvall       | 2013               | Superettan         | 26      | 4    | 4             | 1             | 2       | 0      | 32      | 5      |
| GIF Sundsvall       | 2014               | Superettan         | 30      | 5    | 4             | 0             | —       | —      | 34      | 5      |
| GIF Sundsvall       | Totalt             | Totalt             | 91      | 14   | 9             | 1             | 4       | 0      | 104     | 15     |
| Djurgårdens IF      | 2015               | Allsvenskan        | 23      | 2    | 2             | 0             | —       | —      | 25      | 2      |
| Djurgårdens IF      | 2016               | Allsvenskan        | 25      | 4    | 2             | 0             | —       | —      | 27      | 4      |
| Djurgårdens IF      | 2017               | Allsvenskan        | 27      | 3    | 4             | 0             | —       | —      | 31      | 3      |
| Djurgårdens IF      | 2018               | Allsvenskan        | 21      | 2    | 6             | 1             | 2       | 0      | 29      | 3      |
| Djurgårdens IF      | 2019               | Allsvenskan        | 21      | 2    | 6             | 1             | —       | —      | 27      | 3      |
| Djurgårdens IF      | 2020               | Allsvenskan        | 15      | 1    | 2             | 0             | 0       | 0      | 17      | 1      |
| Djurgårdens IF      | Totalt             | Totalt             | 132     | 14   | 22            | 2             | 2       | 0      | 156     | 16     |
| Örebro SK           | 2021               | Allsvenskan        | 19      | 0    | 3             | 1             | —       | —      | 22      | 1      |
| Örebro SK           | 2022               | Superettan         | 14      | 1    | 0             | 0             | —       | —      | 14      | 1      |
| Örebro SK           | 2023               | Superettan         | 7       | 0    | 2             | 0             | —       | —      | 9       | 0      |
| Örebro SK           | Totalt             | Totalt             | 40      | 1    | 5             | 1             | —       | —      | 45      | 2      |
| Totalt i karriären  | Totalt i karriären | Totalt i karriären | 313     | 32   | 38            | 4             | 6       | 0      | 357     | 36     |

1. ↑  Nedflyttningskvalmatcher mot Halmstads BK.'"`UNIQ--ref-00000007-QINU`"''"`UNIQ--ref-00000008-QINU`"'
2. ↑  Uppflyttningskvalmatcher mot Halmstads BK.'"`UNIQ--ref-0000000A-QINU`"''"`UNIQ--ref-0000000B-QINU`"'
3. ↑  Matcher mot Mariupol i Europa League.'"`UNIQ--ref-0000000D-QINU`"''"`UNIQ--ref-0000000E-QINU`"'

## Idol 2013
Walker blev vinnare av Idol 2013. Walker gick tillsammans med Elin Bergman vidare till Idol-finalen, som avgjordes den 6 december.
Senare i december var Walker gäst i Late Late Show när han besökte Irland.
Den 13 december hamnade låten ”Belong” på singellistans 57:e plats och en vecka senare nådde den 8:e plats.

## Diskografi

### Album
- 2013 – Idol 2013
- 2013 – Belong

### Singlar
- 2013 – Dreaming (Kevin Walkers originallåt)
- 2013 – Belong - Boxroom Version (Skriven av Oskar Gustafsson)
- 2013 – Belong (Vinnarlåten i Idol 2013)
- 2014 – The Real Thing (Feat. Joelle Moses)
- 2014 – Six String
- 2015 – Christmas Nights
- 2016 – Come Closer
- 2016 – The Wind
- 2017 – Get Up! (Skriven tillsammans med Sports Heart)
- 2018 – Send me a card
- 2019 – Maybe I